# كاديت (ميزوري)
كاديت (بالإنجليزية: Cadet)‏ هي إحدى المجتمعات الفردية (غير مصنفة) في ولاية ميزوري في الولايات المتحدة الأمريكية. بدأت كاديت عندما تم تمديد السكك الحديدية إلى هذه النقطة.  يعمل مكتب بريد باسم كاديت منذ عام 1859.
غير لمعروف لماذا تم تطبيق اسم «كاديت» على هذا المجتمع. 